# تانغ كام مان
تانغ كام مان (بالصينية: 鄧錦民) هو دراج صيني، ولد في 5 يونيو 1955.

## وصلات خارجية
- تانغ كام مان على موقع أوليمبيديا (الإنجليزية)